# Ocaña (Colombia)
Ocaña è un comune della Colombia, facente parte del dipartimento di Norte de Santander del quale costituisce la seconda città per popolazione residente. Fu un importante centro nel processo di indipendenza della Colombia condotto da Simón Bolívar e da Santander.

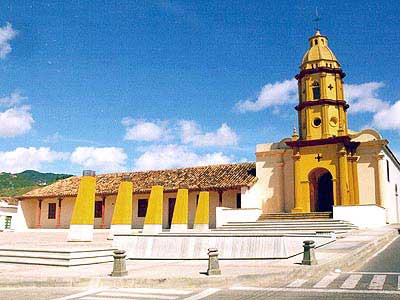
Ocaña - Chiesa di San Francesco

## Storia
La città fu fondata da Francisco Fernández de Contreras nel 1570 e nel 1576 occupò l'attuale posizione.
Il  9 aprile 1828 vi si riunì la Convenzione Nazionale per discutere l'organizzazione politica ed amministrativa della Repubblica.

## Geografia e Clima

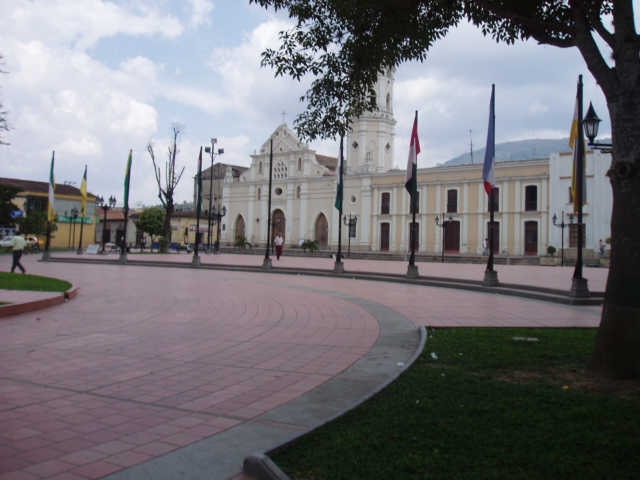
Parco príncipale di Ocaña

Ocaña è sita nella zona orientale delle Ande ed è circondata da vette che raggiungono i 2.600 m s.l.m. Dista da Bogotà circa 610 km e 210 da Cúcuta. La temperatura media a  Ocaña  è di 22 °C, con minimi mai inferiori ad 8 °C e superiori a 25 °C. Le precipitazioni in mm/anno variano da 1.000 a 2.000. Il periodo delle precipitazioni maggiori va da agosto a novembre compresi.

## Economia
Le attività economiche principali sono l'agricoltura, l'allevamento, il commercio, e l'industria estrattiva relativa all'argento, rame e metalli ferrosi.
La città è servita da aeroporto denominato Aguas Claras e sito a 9 km a nord-est della città.